# フランシス・ネイピア (第6代ネイピア卿)
第6代ネイピア卿フランシス・ネイピア（英語: Francis Napier, 6th Lord Napier、出生名フランシス・スコット（Francis Scott）、1705年11月16日 – 1773年4月11日）は、スコットランド貴族。

## 生涯
第2代準男爵サー・ウィリアム・スコットとエリザベス・ブリスベン（Elizabeth Brisbane、1705年8月11日没、ジョン・ブリスベンの娘）の息子として、1705年11月6日に生まれた。1706年9月に母方の祖母マーガレット・ブリスベンが死去すると、ネイピア卿の爵位を継承した。1725年10月8日には父から準男爵位を継承した。
1729年、ヘンリエッタ・ホープ（Henrietta Hope、1706年2月21日 – 1745年2月17日、初代ホープトン伯爵チャールズ・ホープの娘）と結婚、5男をもうけた。
- ウィリアム（1730年 – 1775年） - 第7代ネイピア卿
- チャールズ（1731年11月19日 – 1807年12月9日） - 海軍軍人。1763年12月19日、グリゼル・ウォレンダー（Grizel Warrender、1774年11月15日没、第2代準男爵サー・ジョン・ウォレンダーの娘）と結婚。1777年7月2日、クリスチャン・ハミルトン（Christian Hamilton、ガブリエル・ハミルトンの娘）と再婚、子供あり
- フランシス（1733年11月15日 – 1779年） - 海兵隊隊員。1771年1月9日、エリザベス・グリーンウェイ（Elizabeth Greenway、ジョン・グリーンウェイの娘）と結婚
- ジョン（1736年4月4日 – 1759年7月31日） - ドイツにて没
- マーク（1738年12月30日 – 1809年6月10日） - 1761年2月24日、アン・ニールソン（Anne Neilson、ジョン・ニールソンの娘）と結婚、子供あり。その後、マーガレット・シンプソン（Margaret Simpson、1829年8月8日没、アレクサンダー・シンプソンの娘）と再婚、子供あり

1731年に海外旅行をし、オーストリア継承戦争で志願兵として同盟軍に入隊した。
1750年4月、ヘンリエッタ・マリア・ジョンストン（Henrietta Maria Johnston、1733年頃 – 1795年9月20日、ジョージ・ジョンストンの娘）と再婚、5男2女をもうけた。
- ジョージ（英語版）（1751年 – 1804年） - 1775年1月22日、エリザベス・ポロック（Elizabeth Pollock、ロバート・ポロックの娘）と結婚、子供あり。1781年8月27日、サラ・レノックス（Sarah Lennox、1826年8月没、第2代リッチモンド公爵チャールズ・レノックスの娘）と再婚、子供あり
- ジェームズ（1752年2月8日 – 1760年）
- ヘスター（1754年10月11日 – 1819年） - 1774年2月17日、アレクサンダー・ジョンストン（Alexander Johnstone）と結婚、子供あり
- パトリック（1757年6月14日 – 1801年6月15日） - 海軍軍人
- メアリー（1760年9月3日 – 1765年4月12日）
- ジェームズ・ジョン（1761年10月11日 – 1776年） - 海兵隊隊員
- ステュアート（1763年5月27日 – 1779年10月9日） - 海兵隊隊員

1761年から1773年までスコットランド警察卿（Lord of Police）の1人だった。
1773年4月11日にルイスで死去、長男ウィリアムが爵位を継承した。